# У Чаншо
У Чаншо (吳昌碩, 12 вересня 1844 —29 листопада 1927) — китайський художник, різьбяр часів падіння династії Цін та початку Китайської республіки.

## Життєпис
Народився 12 вересня 1844 року у м. Анцзі того ж самого повіту (провінція Чжецзян). Походив з родини вчених. Син У Сіня, місцевого чиновника. При народженні отримав ім'я Цзунцінь. Здобув початкову освіту, коли родина у 1860 році вимушена була тікати у зв'язку з Тайпінським повстанням. Після придушення останнього у 1864 році переїздить до провінції Аньхой, де продовжує свої навчання. В цей час змінює ім'я на Чаншо. У 1865 році він успішно склав провінційний іспит та отримав вчене звання цзюйчжень. Водночас починає навчатися різьбленю печаток.
У 1872 році мандрував провінціями Цзянсу та Чжецзян, де заробляв на життя різьбленням. У 1875 році переїздить до м. Сучжоу, де активно починає вивчати живопис та каліграфію. У 1876 році отримує посаду судді у м. Тамжен (провінція Ляонін), але пробував на посаді лише 1 місяць.
Після цього повністю присвятив себе творчості. У 1904 році у Ханчжоу заснував школу різьбярів печаток «Товариство Сілін», де мав велику кількість учнів. У 1915 році після повалення династії Цін переїздить до Сучжоу, де займається живописом. В подальшому став членом Шанхайської школи живопису. Помер він у Шанхаї 29 листопада 1927 року.

## Творчість
У Чаншо працював у жанрі «квіти та птахи». Намагався поєднати у своїй творчості різьблення та живопис. Найбільш відомим є твори: «Півонії і нарциси», «Бамбук», «Слива».